# Backbone Entertainment
Backbone Entertainment war ein US-amerikanischer Videospielentwickler mit Sitz in Rancho Santa Margarita, Kalifornien.

## Geschichte
Backbone Entertainment entstand 2003 durch die Fusion von Digital Eclipse Software und ImaginEngine. Digital Eclipse war ein 1992 gegründeter Spezialist für Handheld-Spiele und Arcadespiel-Emulationen, mit Studios in Emeryville in Kalifornien und dem kanadischen Vancouver. Das 1994 gegründete ImaginEngine dagegen war spezialisiert auf Kindersoftware und besaß Studios in Framingham (bei Boston) und San Francisco. Letzteres wurde mit dem Studio Emeryville zusammengelegt.
Um die zunehmend aufwändigeren Produktionen stemmen zu können, fusionierte die Firma 2005 mit The Collective zu Foundation 9 Entertainment, dem nach eigenen Angaben größten unabhängigen Entwickler der USA. Innerhalb von Foundation 9 Entertainment stand die Marke Backbone Entertainment seitdem für die Eigenentwicklungen, die Marke Digital Eclipse für die Arcade-Emulation und ImaginEngine für Kindertitel bzw. Spiele des Studios Boston. Im Februar 2006 wurde ein weiteres Zweigstudio im kanadischen Charlottetown gegründet. Bereits 2007 entließ Foundation 9 das Studio jedoch in die Unabhängigkeit und es änderte seinen Namen zu Other Ocean Interactive. Andrew Ayre, ursprünglicher Gründer von Digital Eclipse, verließ in dem Zusammenhang ebenfalls das Unternehmen, um Other Ocean als Geschäftsführer und Mehrheitseigner zu leiten. Als Grund für die Trennung nannte Foundation 9 die geringe Größe des Studios. Im September 2008 wurde das Studio Vancouver verkleinert und im Mai 2009 aufgelöst.
Im Oktober 2012 musste Backbone den größten Teil seiner Belegschaft in Emeryville entlassen, das ImagineEngine-Studio in Boston wurde vollständig geschlossen. Mit der Auflösung von Foundation 9 im Jahr 2015 trat auch Backbone Entertainment nicht mehr in Erscheinung.

## Spiele
- 2012: Midway Arcade Origins
- 2012: Dance Central 3
- 2012: The Simpsons
- 2011: Altered Beast
- 2011: Ugly Americans: Apocalypsegeddon
- 2011: Comix Zone
- 2011: Streets of Rage 2
- 2010: X-Men
- 2010: Rock Band 3
- 2009: LEGO Rock Band
- 2009: Military Madness: Nectaris
- 2009: G.I. Joe: The Rise of Cobra
- 2009: Phantasy Star II
- 2009: Gunstar Heroes
- 2009: Spac3 Invaders Extr3me
- 2009: Sonic’s Ultimate Genesis Collection
- 2008: Everyday Shooter
- 2008: Monster Lab
- 2008: The Spiderwick Chronicles
- 2007: Shrek-N-Roll
- 2007: Sonic Rivals 2
- 2007: Death Jr. and the Science Fair of Doom
- 2007: Tumble Bees Deluxe
- 2006: Sonic Rivals
- 2006: Dogz
- 2006: Charlotte’s Web: Wilbur and Friends
- 2006: Charlotte’s Web
- 2006: Death Jr. II: Root of Evil
- 2006: MechAssault: Phantom War
- 2006: Age of Empires: The Age of Kings
- 2006: NBA Ballers: Rebound
- 2005: Rifts: Promise of Power
- 2005: Charlie and the Chocolate Factory
- 2004: Spider-Man 2